# Sjulestjärnen
Sjulestjärnen är en sjö i Sorsele kommun i Lappland och ingår i Umeälvens huvudavrinningsområde. Sjön har en area på 0,12 kvadratkilometer och ligger 360,1 meter över havet. Sjön avvattnas av vattendraget Smalakbäcken.

## Delavrinningsområde
Sjulestjärnen ingår i det delavrinningsområde (727045-159352) som SMHI kallar för Mynnar i Gargån. Medelhöjden är 397 meter över havet och ytan är 17,39 kvadratkilometer. Det finns inga avrinningsområden uppströms utan avrinningsområdet är högsta punkten. Smalakbäcken som avvattnar avrinningsområdet har biflödesordning 4, vilket innebär att vattnet flödar genom totalt 4 vattendrag innan det når havet efter 292 kilometer. Avrinningsområdet består mestadels av skog (83 procent) och sankmarker (15 procent). Avrinningsområdet har 0,32 kvadratkilometer vattenytor vilket ger det en sjöprocent på 1,8 procent.